# Référendum espagnol de 1976
 (octobre 2023).
Si vous disposez d'ouvrages ou d'articles de référence ou si vous connaissez des sites web de qualité traitant du thème abordé ici, merci de compléter l'article en donnant les références utiles à sa vérifiabilité et en les liant à la section « Notes et références ».
Le référendum sur le projet de loi pour la réforme politique (en espagnol : Referéndum sobre la Ley para la Reforma Política) est un référendum qui se tint en Espagne le mercredi 15 décembre 1976. 

La question soumise au vote était formulée ainsi : 

« ¿Aprueba el Proyecto de Ley para la Reforma Política? »

« Approuvez-vous le projet de loi pour la réforme politique ? »

## Résultats
|                | Nombre     | Pourcentage des votants |
| -------------- | ---------- | ----------------------- |
| Votants        | 17 964 607 | 77,8 %                  |
| Blancs et nuls | 576,280    | 3,27 %                  |
| Exprimés       | 17 546 739 | 99,69 %                 |

| Non : 450 102 (2,56 %) |  |  | Oui : 16 573 180 (94,17 %) |
| ▲                      |  |  |                            |

Les résultats sont homogène par provinces, le "oui" l'emportant sur tout le territoire que ce soit en Cantabrie (89,8 %) ou Almería (96,9 %).  Le "Non" dépasse les 5 % en Cantabrie et Tolède, tandis qu'il est inférieur à 1,5 % à Lerida, Orense, Huesca et Huelva. Toutefois le votes blancs dépasse légèrement la barre des 5 % dans les trois provinces basques. La seule province où le vote nul a dépassé 0,5 % est Séville (1,5 %).